# Muhammad bin Nayef
Muhammad bin Nayef bin Abdulaziz Al Saud (tiếng Ả Rập: محمد بن نايف بن عبد العزيز آل سعود; sinh ngày 30 tháng 8 năm 1959) là một thành viên nổi bật dòng họ Saud, là người cháu của vua Salman và cháu nội của người sáng lập hoàng gia. Ông từng là Phó Thủ tướng thứ nhất và Bộ trưởng Bộ Nội vụ Ả Rập Xê Út và Chủ tịch Hội đồng Chính trị và An ninh. Vào ngày 29 tháng 4 năm 2015, ông được vua Salman sắc phong làm Thái tử, do đó ông trở thành người đầu tiên xếp hàng đến ngôi vua Ả-rập Xê-út. Ông bị truất phế tước Thái tử vào ngày 21 tháng 6 năm 2017, và thay thế bởi Hoàng tử Mohammad bin Salman. Ông cũng được giải thoát khỏi tất cả các vị trí theo lệnh của hoàng gia.

## Tiểu sử
Hoàng tử Muhammad sinh ra ở Jeddah vào ngày 30 tháng 8 năm 1959. Ông là người con trai thứ nhì trong gia đình mười con của hoàng thân và là một trong mười người con của hoàng thân Nayef.. Ông có một anh trai, Hoàng tử Saud, và một em trai, Hoàng tử Saud. Mẹ của họ là Al Jawhara bin Abdulaziz bin Musaed Al Jiluwi, một thành viên của nhánh Al Jiluwi của họ Saud.
Cha của Muhammad, Nayef, là một trong bảy Sudairi, một tổ chức quyền lực của các con trai của người sáng lập vương quốc, vua Abdelaziz (được biết đến ở phương Tây với tên Ibn Saud), và Hussa bint Ahmed Al Sudairi. Như vậy, hoàng tử Muhammad có một vị trí đặc quyền đặc biệt trong nhà của nhà Saud: một cháu nội của hoàng đế sáng lập và con của một trong những đứa con yêu thích của nhà vua. Hai trong số những người bạn của Hoàng tử Muhammad, Fahd và Salman, đã cai trị là vua trong suốt cuộc đời của Muhammad.
Muhammad bin Nayef học tại Hoa Kỳ. Ông đã theo học tại trường Lewis & Clark College nhưng không nhận bằng. Ông tham dự các khóa học an ninh của FBI từ năm 1985 đến năm 1988, và được đào tạo với các đơn vị chống khủng bố của Scotland Yard từ năm 1992 đến năm 1994.